# Mucklestone
Mucklestone is een plaats in het bestuurlijke gebied Newcastle-under-Lyme, in het Engelse graafschap Staffordshire. 